# Староруски рејон
Староруски рејон (рус. Старорусский район) административно-територијална је јединица другог нивоа и општински рејон у западном делу Новгородске области, на северозападу европског дела Руске Федерације.
Административни центар рејона је град Стараја Руса. Према проценама националне статистичке службе Русије за 2014, на територији рејона је живело 45.344 становника или у просеку око 15,06 ст/км².

## Географија
Староруски рејон налази се у западном делу Новгородске области, на подручју Прииљмењске низије. Обухвата територију површине 3.111,36 км² и по том параметру налази се на 7. месту међу 21 рејоном унутар области. Граничи се са Парфинским рејоном на истоку, на југоистоку је Демјански, а на југу Марјовски рејон. На југозападу је територија Подоршког, западу Волотовског и северозападу Шимског рејона. Северну границу чини јужна обала језера Иљмењ.
Цела рејонска територија налази се у басену Иљмења, а два најважнија водотока су реке Полист са притокама Порусјом и Снежом, и Ловат са својом левом притоком Редјом. Ловат и Полист заједно са Полом уливају се у језеро у виду простране и јако замочварене делте. Важнији водотоци на западу рејона који се директно уливају у језеро су Перехода, Псижа и Тулебља.

## Историја
Староруски рејон успостављен је у августу 1927. као административна јединица тадашњег Новгородског округа Лењинградске области. У границама Новгородске области је од њеног оснивања 1944. године. У садашњим границама налази се од 1973. године.

## Демографија и административна подела
Према подацима пописа становништва из 2010. на територији рејона је живело укупно 46.872 становника, док је према процени из 2014. ту живело 45.344 становника, или у просеку 15,6 ст/км². По броју становника Староруски рејон се налази на 3. месту у области.
| 1959. | 1970. | 1979. | 1989.  | 2002.  | 2010.  | 2014.   |
| ----- | ----- | ----- | ------ | ------ | ------ | ------- |
| ---   | ---   | ---   | 58.941 | 51.725 | 46.872 | 45.344* |

Напомена: * Према процени националне статистичке службе.
На подручју рејона постоје укупно 290 насеља, а рејонска територија је подељена на 7 другостепених сеоских и једну градску општину. Административни центар рејона је град Стараја Руса у којој живи око 60% од укупне рејонске популације. Иако град Стараја Руса има статус града обласне субординације његова територија ипак улази у састав рејона.

## Саобраћај
Староруски рејон је важно саобраћајно раскршће и преко његове територије прелазе неке од најважнијих друмских и железничких саобраћајница које повезују град Старују Русу са Москвом, Санкт Петербургом, Псковом и Талином.